# کوه آرتانیش
آرتانیش (ارمنی: Արտանիշ) کوهی که در استان گغارکونیک در کشور ارمنستان واقع شده است و ۲۴۶۱ متر از سطح دریا ارتفاع دارد. این کوه در ساحل شمالشرقی دریاچه سوان قرار گرفته است.